# Cacia olivacea
Cacia olivacea är en skalbaggsart som beskrevs av Stefan von Breuning 1935. Cacia olivacea ingår i släktet Cacia och familjen långhorningar. Inga underarter finns listade.